# Phyllobates terribilis
La rana dorada venenosa, rana dardo dorada o rana de dardo venenosa (Phyllobates terribilis) es un anfibio anuro de la familia Dendrobatidae, endémica de las selvas Colombianas. Este anfibio es actualmente considerado uno de los animales más tóxicos y venenosos del mundo.
Su hábitat son las selvas húmedas de los departamentos del Cauca y Valle del Cauca en Colombia. El hábitat óptimo de la P. terribilis son los bosques lluviosos con alta tasa de lluvia (5000 mm o más), altitud entre 100 y 200 metros sobre el nivel del mar, temperaturas de al menos 26º y entre 80% y 90% de humedad.

## Descripción física
Normalmente diurna (activa durante el día). Es una de las especies más grandes de rana dardo venenosa pues puede alcanzar los 55 mm en la adultez, aunque otras como Dendrobates tinctorius puedan llegar a los 65 o 70 mm. P. terribilis tiene pequeños discos adhesivos en los dedos de sus patas que le ayudan a trepar plantas. Una placa ósea en la mandíbula inferior le da la apariencia de tener dientes, característica no observada en otras especies de Phyllobates. Como todas las ranas dardo, los adultos están brillantemente coloreados, aunque carezcan de las manchas oscuras presentes en otros dendrobátidos, y su patrón de color es aposemático —una pigmentación para advertir a los depredadores su toxicidad—. A veces, es confundida con su prima Phyllobates truncatus, que tiene la franja verde en las patas traseras; también con Phyllobates bicolor, que es muy parecida a P. terribilis variedad naranja, haciendo que distinguirlas a simple vista sea muy difícil. 
P. terribilis puede presentar tres variedades de color:
Verde menta
Esta variedad existe en el área de La Brea, en Colombia, y es la forma más común en cautiverio. El nombre verde menta es en realidad engañoso pues las ranas de esta variedad suelen ser de un verde metálico o un verde pálido, o simplemente blancas.
Amarillo
La variedad amarilla es la razón del nombre común de rana dardo dorada. Estas P. terribilis amarillas son encontradas en la quebrada Guangüí, en Colombia; pueden lucir desde un tono amarillo pálido hasta un profundo dorado. Cierta vez, fue vendida una rana bautizada "Gold Terribilis (Terribilis Oro)", la que confundieron con una P. terribilis amarillo intenso; sin embargo, pruebas genéticas han demostrado que aquellas son una variedad de color uniforme de Phyllobates bicolor o rana dardo de patas oscuras.
Naranja
Aunque no tan comunes como las dos variedades anteriores, existen P. terribilis naranja en Colombia; tienden a ser naranja metálico o amarillo anaranjado con diversas intensidades.

## Toxicología
La piel de la rana dardo dorada está impregnada de un alcaloide venenoso, común entre los venenos comunes a las ranas dardo, llamado batracotoxina. Este veneno produce una liberación sostenida de acetilcolina en la placa neuromuscular, lo que trae como consecuencia la contracción muscular tetánica y la muerte por paro respiratorio a causa de una parálisis de los músculos respiratorios, entre otros síntomas de un síndrome colinérgico (miosis, bradicardia, sudoración profusa, disnea por broncoespasmo, cianosis peribucal y distal, etc). Esto puede llevar a fallos cardíacos como la fibrilación. Las ranas pueden mantener altos niveles de batraciotoxina por años incluso después de que se la prive de la fuente de alimento que produce la toxina —las hormigas—. La toxina es activa fuera del cuerpo de estos batracios: pollos y perros han muerto por el contacto con una toalla de papel en la cual una rana P. terribilis había caminado. P. terriblis dorada es el animal que carga la toxina más letal del mundo, su piel despide un veneno duradero capaz de eliminar a un humano con agilidad, su cuerpo le hace inmune a su propio veneno. Sin embargo, al ser inofensivo, no representa amenaza a menos de entrar en contacto con la toxina.
La dosis promedio llevada puede variar entre territorios y, por ende, por la dieta local; pero el promedio de veneno en la piel de una P. terribilis salvaje se estima en 1 mg, suficiente para matar alrededor de 10 000 ratones. Esta estimación puede variar, pero la mayoría está de acuerdo en que esta dosis es suficiente para matar entre 10 y 20 seres humanos, o el equivalente a dos elefantes africanos.
Este veneno extraordinariamente letal es muy raro. La batracotoxina únicamente se halla en tres ranas tóxicas de Colombia (género Phyllobates) y tres aves tóxicas de Papúa Nueva Guinea: Pitohui dichrous, Pitohui kirhocephalus e Ifrita kowaldi. Otras toxinas afines son la histrionicotoxina y la pumiliotoxina, presentes en especies de ranas del género Dendrobates.
P. terribilis son criaturas inmunes a su propio veneno. La batracotoxina ataca los canales de sodio de las células, pero esta rana tiene canales de sodio especiales que el veneno no puede dañar; como la mayoría de ranas venenosas, almacenan su toxina en glándulas de la piel; por ello, tienen mal sabor para los depredadores. Su veneno matará a cualquiera que se la coma excepto a la serpiente Liophis epinephelus, resistente al veneno de la rana aunque no completamente inmune. 
En cautiverio, debido a que la comida fácilmente adquirible —como moscas de fruta y grillos pequeños— no es rica en el alcaloide que se necesita para fabricar batracotoxina, las ranas dardo doradas no la producen y terminan perdiendo su toxicidad. De hecho, muchos herpetologos han reportado que la mayoría de ranas dardo en cautiverio no consumen hormigas, a pesar de las hormigas constituyen la mayor porción de su dieta en estado salvaje; esto se debe a que sus criadores no disponen de las especies de hormigas que son presa natural de estas ranas. Entonces, todas las ranas venenosas cautivas pierden su toxicidad cuando son privadas de ciertos alimentos y las nacidas en cautiverio son inofensivas, pero una rana venenosa proveniente de estado salvaje puede retener los alcaloides por años. No está claro cuál de las especies en su dieta suministra el potente alcaloide que le da a la rana dardo dorada su extraordinaria toxicidad, o si las ranas modifican otras toxinas disponibles para producir una variante más efectiva, como lo hacen algunas de sus primas de la familia Dendrobatidae.
Entonces, la alta toxicidad de P. terribilis aparentemente se debe al consumo de un tipo de cucaracha que sería realmente una de las criaturas más venenosas de la Tierra. Los científicos sospechan que este misterioso insecto es un pequeño escarabajo de la familia Melyridae que también produce la toxina de P. terribilis. Este escarabajo 'neoguineano' es cosmopolita: tiene parientes en la selva lluviosa colombiana que podrían ser la fuente de la batracotoxina encontrada en las altamente tóxicas ranas Phyllobates de esa región.

## Usos del veneno
P. terribilis es una rana muy importante para las culturas indígenas locales, tales como los chocó o emberá, en el bosque lluvioso tanto de Colombia como de Panamá. Esta rana es la fuente principal del veneno para dardos que los nativos usan para cazar su alimento.
La gente emberá, cuidadosamente, expone la rana al calor del fuego para que exude pequeñas cantidades de fluido venenoso. La punta de las flechas y dardos se humedecen en el fluido y mantienen su efecto mortal por cerca de dos años.

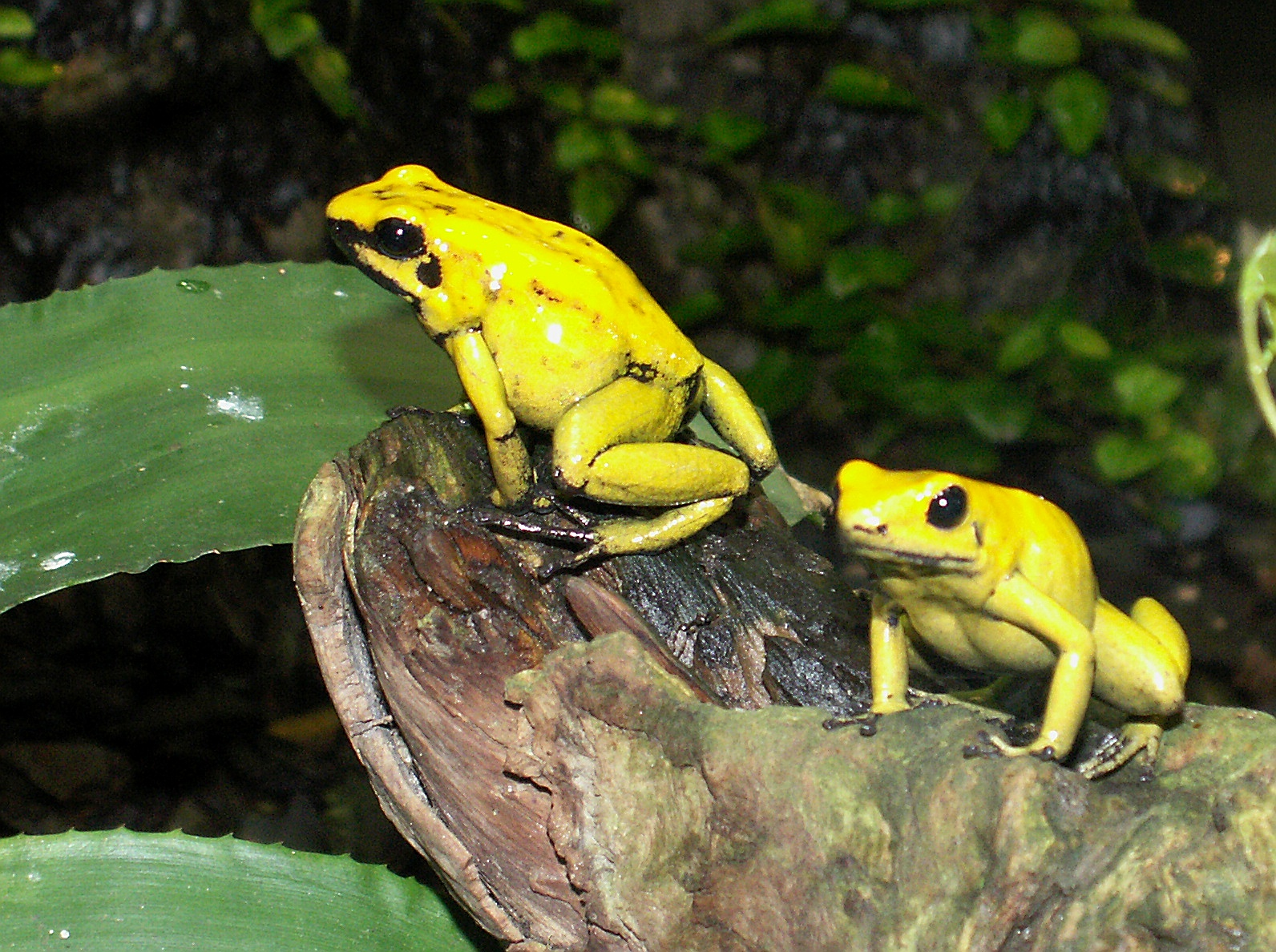
P. Terribilis en cautiverio.

## Cuidados en cautiverio
Como las otras ranas dardo venenosas, Phyllobates terribilis es inofensiva cuando es alejada de su fuente natural de alimento; son miembros populares de bioterios del bosque lluvioso y son algo más fáciles de alimentar que otras ranas dardo: grandes especies de moscas de fruta, pequeños grillos, gusanos de seda, pequeños gusanos de harina (Tenebrio molitor), termitas y larvas de mosca soldado negra (Hermetia illucens) pueden emplearse como suplemento junto con calcio y otros minerales. La temperatura debe mantenerse en un punto bajo entre los 20 °C para ellas, pues son sensibles al calor y sufren de una condición llamada síndrome de sudor si son expuestas a altas temperaturas por tiempo prolongado; requieren gran humedad debido a que vienen de uno de los bosques lluviosos más húmedos del mundo. Si bien P. terribilis no son territoriales —como la mayoría de las ranas dardo— y pueden con éxito permanecer en grupos, también requieren un espacio ligeramente mayor debido a su tamaño adulto, similar al utilizado por Dendrobates tinctorius. Puede que ocurran disputas ocasionales, pero las heridas son raras y ninguna muerte se ha reportado como resultado de tales conflictos.
Esta especie se encuentra bajo amenaza de extinción ya que su único hábitat es la selva húmeda, la cual se viene desforestando rápidamente; además, son animales con poca tolerancia a la contaminación.